# 1074 Beljawskya
1074 Beljawskya là một tiểu hành tinh bay quanh Mặt Trời. Ban đầu nó có tên là 1925 BE.